# João Pessoa Espectros
João Pessoa Espectros é uma equipe brasileira de futebol americano de João Pessoa, Paraíba, fundada 4 de janeiro em 2007. Atualmente é filiada à Confederação Brasileira de Futebol Americano (CBFA) e à Liga Nordestina de Futebol Americano (LINEFA).  
A equipe é a maior campeã nordestina com onze títulos (2008, 2011–2019,2022), sendo nove títulos seguidos, e novamente campeã no retorno após a pandemia , e duas vezes campeã brasileira, conquistando o Brasil Bowl VI e o Brasil Bowl X (Superliga Nacional). Disputou o Brasil Bowl IV em 2013 e o Brasil Bowl V em 2014 , também o Brasil Bowl VIII e o Brasil Bowl IX. É também uma das equipes que mais tem cedido jogadores à Seleção Brasileira de Futebol Americano e que mais tem levado público aos seus jogos, levando em média 1.593 torcedores aos seus jogos no ano de 2016.
O time não possui campo fixo para mandar seus jogos, já havendo mandado jogos no Estádio da Graça, no Campo do Onze, no Estádio Teixeirão, no Estádio Almeidão e, mais recentemente, na Vila Olímpica Parahyba.

## História
A equipe foi fundada em 2007 com a prática do esporte nas areias da praia. Já no mês de setembro daquele  ano, foi campeão do primeiro campeonato paraibano, o Paraíba Bowl I, realizado nas imediações do Busto de Tamandaré em João Pessoa. Para se tornarem campeões, os Espectros ganharam do João Pessoa Warriors por 19 a 8 e perderam para o Jampa Kings por 6 a 0 na primeira fase do torneio, depois venceram o Jampa Tribos por 6 a 0 nas semi-finais, e jogaram a final novamente contra os Kings, vencendo-os agora por 9 a 3.
Em 2008, participou em julho tanto de seu primeiro campeonato na grama quanto de seu primeiro campeonato regional, o Nordeste Bowl. Realizado no campo da Faculdade Integrada do Ceará, unidade Via Corpvs, em Fortaleza, o torneio foi organizado pelo FIC Ceará Cangaceiros e apoiado pela Associação Nordestina de Futebol Americano (ANEFA). O time dos Espectros se classificou para a final do torneio contra o Cangaceiros, após vencer o Ponta Negra Bulls (25–00) e o Dragões do Mar de Fortaleza (20–09), porém se recusou a disputá-la por causa de problemas na organização do evento. Como a final nunca foi disputada, decidiu-se que o título seria dividido entre os Espectros e os Cangaceiros. Entre setembro e novembro, ganhou de novo, dessa vez invicto, o Paraíba Bowl II ainda disputado na areia no mesmo local do ano anterior.  Na campanha do paraibano ganhou do Jampa Kings (12–07), do João Pessoa Raptors (38–00) e Jampa Tribos (36–08) na primeira fase do torneio, depois venceu o João Pessoa Warriors (21–02) na semi-final, e novamente os Kings (22–13) na final. 
O ano de 2009 marca a transição da areia para a grama do campeonato paraibano, jogado no Campo do Onze e na UFCG. Os Espectros disputaram e venceram pela terceira vez consecutiva, a segunda invicta, o longo campeonato começou em 12 de setembro e encerrou-se 12 de dezembro. Venceram na temporada regular o Campina Titans (80–00), o Recife Mariners (45–13), o João Pessoa Bolts (65–07), Paraíba Búfalos (56–06), o Borborema Troopers (50–00) e o Paraíba Hurricanes (39–15). Conquistaram o Paraíba Bowl III, o último que foi realizado, ao bater o Recife Mariners por 38 a 25. Ainda neste ano, o João Pessoa Espectros representou o estado da Paraíba no primeiro Torneio de Seleções Estaduais na cidade de Sorocaba, que foi organizado pela Liga Paulista de Futebol Americano (LPFA) e Associação de Futebol Americano do Brasil (AFAB), e realizado no Campo do Sorocabano. Perdeu o primeiro jogo para o Mato Grosso (00–07), ganhou o segundo de Santa Catarina (06–03), e perdeu o último de virada para o Paraná (07–08), encerrando a competição na 5.ª colocação.
No ano de 2010, representou novamente o estado da Paraíba no Torneio de Seleções Estaduais, disputado no Campo da Sociedade Iguaçu, na cidade de Curitiba, entre os dias 2 e 4 de abril, dessa vez organizado pela Federação Paranaense de Futebol Americano (FPFA) e AFAB. Venceu o Santa Catarina na estréia (20–12) mas perdeu o segundo jogo para o Rio de Janeiro (06–07), restando-lhe a disputa do 3.º lugar, porém não conseguiu sucesso frente ao campeão do torneio passado, sendo derrotado pelo São Paulo por 20 a 12.
Em 2011, participou da terceira edição do campeonato nordestino, agora chamado de Liga Nordestina de Futebol Americano (LINEFA), promovido por organização homônima, sucessora da ANEFA. O campeonato foi disputado por sete equipes e os Espectros conquistou o Nordeste Bowl ao derrotar o Recife Mariners por 34 a 2, sagrando-se bicampeão nordestino.
Durante o ano de 2012, a equipe possuía uma parceria com o Botafogo Futebol Clube e usou o nome Botafogo Espectros na temporada. Participou de seu primeiro Campeonato Brasileiro, organizado pela Associação de Futebol Americano do Brasil (AFAB). O campeonato foi dividido em três conferências e o Botafogo Espectros venceu invicto a Conferência Nordeste, que fora organizada pela LlNEFA, tornando-se tricampeão nordestino em cima do América Bulls, conquistando o Nordeste Bowl ao ganhar por 28 a 14. Com o título da conferência, avançou para as semi-finais do campeonato, mas foi derrotado no Estádio Presidente Dutra, em Cuiabá, pelo Cuiabá Arsenal por apenas um ponto, 21 a 20, perdendo sua invecibilidade desde 16 de setembro de 2007 e terminando a competição em 3.º lugar.
A parceria com o Botafogo acabou e voltou a usar o nome João Pessoa Espectros em 2013. Novamente disputou a Conferência Nordeste do Campeonato Brasileiro, organizada pela Confederação Brasileira de Futebol Americano (CBFA, antiga AFAB) e LINEFA. Sagra-se tetracampeão nordestino, de novo invicto e sobre o mesmo América Bulls, desta vez o placar do Nordeste Bowl foi 28 a 12. Após o título, encarou o São Paulo Storm na semi-final e venceu-o pelo placar apertado de 33 a 30. Disputou seu primeiro Brasil Bowl IV contra o Coritiba Crocodiles, no Estádio Teixeirão, em Santa Rita, mas acabou derrotado em casa por 24 a 13.
Em 2014, disputou mais uma vez o campeonato brasileiro da CBFA, agora dividido em duas divisões, a Superliga Nacional (divisão principal) e a Liga Nacional (divisão de acesso). Os Espectros participaram da Superliga Nacional que, por sua vez, foi dividida em duas superligas independentes, a Superliga Nordeste da LINEFA, da qual os Espectros fizeram parte, e a Superliga Centro-Sul. A equipe ganhou cinco dos seis jogos que disputou na Superliga Nordeste, venceu o Ceará Caçadores na semi-final por 24 a 18, e conquistou o quinto Nordeste Bowl ao ganhar do Recife Mariners por 38 a 12 na Arena Pernambuco. A disputa do Brasil Bowl V foi novamente contra o Coritiba Crocodiles, campeão da Superliga Centro-Sul, só que na casa do adversário, no Estádio Couto Pereira, em Curitiba. Após empate de 17 a 17 no tempo regulamentar, o Crocodiles venceu os Espectros com um touchdown decisivo na prorrogação, fechando o jogo em 23 a 17.
No ao seguinte, mais uma vez competiu na Superliga Nordeste da LINEFA, parte da Superliga Nacional da CBFA. Na temporada regular ganhou quatro jogos e perdeu dois, avançando para os playoffs. O Ceará Caçadores não foi páreo na semi-final para os Espectros, que ganharam o jogo por 23 a 05. O Nordeste Bowl foi disputado de novo contra o Recife Mariners e mais uma vez na Arena Pernambuco. De virada, faltando apenas 24 segundos para o fim da partida, um chute virou a partida para 16 a 14 e o Espectros sagrou-se hexacampeão nordestino. Enfrentou pela terceira vez consecutiva o Coritiba Crocodiles no Brasil Bowl VI, agora no Estádio Almeidão, em João Pessoa. Em outro jogo emocionante, os Espectros finalmente conquistam o Brasil Bowl ao vencerem, de virada e com o cronômetro zerado, o Crocodiles por 23 a 22, assim se tornando campeões brasileiros de 2015 diante de sua torcida.
Em 2016, o campeonato da CBFA e o Torneio Touchdown foram unificados, dando origem ao maior torneio nacional de futebol americano já realizado no Brasil. Organizado pela CBFA, a Superliga Nacional foi dividida em quatro conferências, cabendo ao João Pessoa Espectros disputar a Conferência Nordeste. Começou a temporada regular perdendo para o Ceará Caçadores (31–42), depois venceu as próximas quatro partidas, contra Vitória FA (43–00), Recife Pirates (45–06), UFERSA Petroleiros (48–00) e América Bulls (30–09), e perdeu a última para o Recife Mariners (10–14). Terminou a primeira fase apenas em terceiro lugar, porém se recuperou nos playoffs da Superliga. Na semi-final da conferência, enfrentou seu último adversário, o Mariners, no Estádio dos Aflitos em Recife, porém desta vez levou a melhor ao vencer o duelo por 16 a 08. A final da Conferência Nordeste foi contra o outro adversário que o derrotou na primeira fase, os Caçadores. O Nordeste Bowl foi disputado no Estádio Presidente Vargas, em Fortaleza. Sem nunca estar atrás do placar, o João Pessoa Espectros venceu o Ceará Caçadores por 27 a 20 e sagrou-se heptacampeão nordestino. Com a vitória, os Espectros se classificaram para disputar a semifinal nacional contra o Flamengo FA. Jogando na casa do adversário, no Estádio Ronaldo Nazário, o time paraibano saiu na frente do placar mas sucumbiu diante do time carioca por 25 a 10.
No ano de 2017 sagrou-se campeão da Conferência Nordeste do Brasil Futebol Americano de forma invicta, vencendo o Bulls Potiguares pelo placar de 30-06, o Cavalaria 2 de Julho pelo placar de 30-06, o UFERSA Petroleiros pelo placar de 61-12, o Recife Pirates pelo placar de 64-00, o Ceará Caçadores pelo placar de 36-06 e o Recife Mariners pelo placar de 31-06 pela temporada regular, além de vencer mais uma vez o Cavalaria 2 de Julho pelo placar de 33-02, agora pela Semifinal da Conferência. Na Final disputada contra o Ceará Caçadores, venceu pelo placar elástico de 40-00 na Vila Olímpica Parahyba, se credenciando para a disputa da Semifinal Nacional contra o algoz no ano de 2012, o Cuiabá Arsenal. Em um jogo diferente do último confronto, o João Pessoa Espectros dominou e venceu o duelo dos invictos até então, pelo placar de 40-21. A disputa do Brasil Bowl VIII foi realizada na Arena Independência (Belo Horizonte), contra o recém promovido à elite Sada Cruzeiro, antigo Get Eagles Futebol Americano, e num jogo difícil, o João Pessoa Espectros acabou sendo derrotado pelo placar de 30-13.
Mais um título de Conferência Nordeste do Brasil Futebol Americano invicto em 2018, vencendo o Tropa Campina pelo placar de 72-05, Ceará Caçadores pelo placar de 17-14, Recife Mariners pelo placar de 49-26, mais uma vez o Tropa Campina pelo placar de 63-00, o UFERSA Petroleiros pleo placar de 47-07 e o Cavalaria 2 de Julho pelo placar de 57-00. Na Semifinal da Conferência Nordeste do Brasil Futebol Americano vence contundentemente o Ceará Caçadores pelo placar de 40-00 e enfrenta o Recife Mariners pela quarta vez em finais de Conferência, aplicando uma boa vitória com o placar de 39-03. Pela Semifinal Nacional, vai até Brasília enfrentar oTubarões do Cerrado no Mané Garrincha, vencendo pelo placar de 19-00, conseguindo assim a classificação para o Brasil Bowl IX e em casa, no Estádio Almeidão. Em um jogo de viradas e de dois times fortíssimos, o Galo superou o João Pessoa Espectros pelo placar de 17-13.
Uma novidade chega em 2019, o primeiro Quarterback americano da história do João Pessoa Espectros: Alex Niznak. O camisa 10 tem a responsabilidade de conduzir o time ao segundo título nacional, substituindo Rodrigo Dantas que se machucara gravemente no Brasil Bowl IX. O ataque se adequa ao jogo de Niznak, e a defesa, com o destaque do também americano e em sua quarta temporada com os Espectros, Callus Cox, se mantém forte como sempre e os Espectros começam a temporada vencendo o Recife Pirates pelo placar de 58-13, o  Cavalaria 2 de Julho pelo placar de 30-00, novamente o Recife Pirates agora pelo placar de 52-00, o Ceará Caçadores por 52-21 e o Bulls potiguares por 65-07. No último jogo da temporada regular perde a invencibilidade para o Recife Mariners, seu maior rival pelo placar de 35-19, terminando assim em segundo lugar no grupo. Na Semifinal da Conferência Nordeste enfrenta mais uma vez o Ceará Caçadores, em um jogo mais difícil, vence apertado pelo placar de 10-07, se classificando para a final de conferência fora de casa contra o Recife Mariners. Em um jogo oposto ao da temporada regular, os Espectros dominam e vencem na Arena Pernambuco pelo placar de 26-12, conquistando o décimo título de Conferência Nordeste e se classificando para a disputa da Semifinal Nacional contra o Galo FA, adversário que os venceu no Brasil Bowl IX no ano anterior. Mais uma vez o Espectros jogo bem e não deu chances ao adversário, vencendo pelo placar de 20-07 no Estádio Almeidão se credenciando ao Brasil Bowl X (Superliga Nacional) para enfrentar a forte equipe do Timbó Rex fora de casa, no Complexo Esportivo Bernardo Werner em Blumenau-SC. Era o embate esperado por todos os amantes do Futebol Americano brasileiro, e os Espectros começaram o jogo com dificuldades nos primeiros minutos, porém se recuperando ainda no primeiro quarto, terminando vencendo pelo placar de 17-7. No segundo quarto a vantagem aumenta e os Espectros vão para o intervalo com placar de 38-14 a seu favor. Na volta do intervalo o Timbó Rex vai pra cima na tentativa de virada e diminuem o placar para 38-21, porém os Espectros seguram o ímpeto do adversário e ampliam o placar no último quarto, vencendo o Brasil Bowl X (Superliga Nacional) pelo placar de 45-21 e assim se tornam Bicampeões Brasileiros de Futebol Americano.

## Títulos

### Nacionais
- 2015: Brasil Bowl VI (Superliga Nacional)
- 2019: Brasil Bowl X (Superliga Nacional)

### Regionais
O João Pessoa Espectros é Decacampeão Nordestino, tendo vencido todos os campeonatos regionais que disputou, e tem uma sequência de 9 títulos consecutivos.
- 2008: Nordeste Bowl I
- 2011: Liga Nordestina
- 2012: Conferência Nordeste do Campeonato Brasileiro
- 2013: Conferência Nordeste do Campeonato Brasileiro
- 2014: Superliga Nordeste da Superliga Nacional
- 2015: Superliga Nordeste da Superliga Nacional
- 2016: Conferência Nordeste da Superliga Nacional
- 2017: Conferência Nordeste do Brasil Futebol Americano
- 2018: Conferência Nordeste do Brasil Futebol Americano
- 2019: Conferência Nordeste da Liga BFA - Elite
- 2022: Conferência Nordeste da Liga BFA

### Estaduais
Os Espectros foi campeão de todas as três edições do campeonato paraibano que foram disputadas.
- 2007: Paraíba Bowl I
- 2008: Paraíba Bowl II
- 2009: Paraíba Bowl III